# Hebe coxiana
Hebe coxiana é uma espécie de planta do gênero Hebe.